# Real Life (banda)
Real Life é uma banda australiana de new wave e synthpop formada na cidade de Melbourne, em 1980. Ficou conhecida mundialmente com o lançamento do primeiro álbum, Heartland, de 1983, que continha os maiores sucessos da banda: "Send Me An Angel" e "Catch Me I'm Falling".

## Discografia
- 1983 – Heartland
- 1985 – Flame
- 1986 – Down Comes the Hammer
- 1989 – Let's Fall In Love
- 1990 – Lifetime
- 1997 – Happy
- 1999 – Happier
- 2003 – Imperfection